# Millettia
Genre
Classification phylogénétique
Millettia est un genre de plantes à fleurs de la famille des Fabaceae.

## Espèces
- Millettia atropurpurea
- Millettia aurea
- Millettia auriculata
- Millettia australis
- Millettia baptistarum
- Millettia barteri
- Millettia bipindensis
- Millettia bussei
- Millettia capuronii
- Millettia conraui
- Millettia decipiens
- Millettia elongistyla
- Millettia eriocarpa
- Millettia galliflagrans
- Millettia grandis
- Millettia hitsika
- Millettia lacus-alberti
- Millettia laurentii
- Millettia leucantha
- Millettia macrophylla
- Millettia micans
- Millettia mossambicensis
- Millettia nathaliae
- Millettia orientalis
- Millettia pinnata
- Millettia psilopetela
- Millettia pterocarpa
- Millettia richardiana
- Millettia sacleuxii
- Millettia schliebenii
- Millettia semseii
- Millettia sericantha
- Millettia stuhlmannii
- Millettia sutherlandii
- Millettia taolanaroensis
- Millettia thonningii
- Millettia unifoliata
- Millettia utilis
- Millettia warneckei